# Ceuthophilus ensifer
Ceuthophilus ensifer är en insektsart som beskrevs av Packer 1881. Ceuthophilus ensifer ingår i släktet Ceuthophilus och familjen grottvårtbitare.

## Underarter
Arten delas in i följande underarter:
- C. e. ensifer
- C. e. saxicola